# Víctor de la Cruz
Víctor de la Cruz Pérez (Juchitán de Zaragoza, 1948 - 9 de septiembre de 2015) fue un letrado, poeta, maestro, investigador especialista en estudios mesoamericanos, mexicano de origen zapoteca, nacido en Juchitán de Zaragoza, Oaxaca. Traductor de la lengua zapoteca. Miembro correspondiente (en Juchitán, Oaxaca) de la Academia Mexicana de la Lengua nombrado en agosto de 2011.

## Biografía
Víctor de la Cruz fue profesor de la Universidad Nacional Autónoma de México de la que tenía un doctorado; también maestro en la Universidad Autónoma Benito Juárez de Oaxaca. Era poeta en dos lenguas: español y zapoteca (su lengua materna). Sus poemas han sido traducidos al inglés, francés, italiano y alemán. Pertenecía a la más arraigada tradición de la poesía zapoteca. Se considera a su voz la continuidad de quienes en el istmo de Tehuantepec en México han sostenido las palabras indígenas del canto y la poesía, mantenedores de la literatura oral regional. Director de la revista "Guchachi' Reza" desde 1975 y miembro del consejo editorial de la revista de Ciencias sociales "Cuadernos del Sur". Fue director de la Casa de la cultura de Juchitán, Oax., 1975-1977. Del 1 de marzo al 30 de junio de 1997 gozó de la "Beca en Humanidades de la Fundación Rockefeller para los Indígenas de las Américas", como investigador invitado en el Department Of Native American Studies de la Universidad de California Davis.

## Distinciones y premios
- Premio Nacional de Ensayo para el magisterio 1986
- Ingreso al Sistema Nacional de Investigadores 1990
- Premio Casa Chata 1992, "El general Charis y la pacificación del México Pos-revolucionario"
- Miembro honorario del Consejo Asesor del Programa de Literatura y Lenguas Indígenas 1993, CONACULTA
- Premio Netzahualcoyotl de Literatura en Lenguas Indígenas 1994
- Reconocimiento al mérito en Investigación Científica, CONACYT 1995
- Premio Casa Chata 1998, "Lienzos y mapas zapotecos"
- Mención Honorífica UNAM, por examen para obtener el grado de Doctor en Culturas Mesoamericanas 2002
- Premio Francisco Javier Clavijero, CONACYT 2003
- Ingreso a la Academia Mexicana de la Lengua, 2012
- Chimalli de Oro, El Imparcial, 2013

## Obra
- El Jaguar en Oaxaca, La cosmogonía: origen del cosmos y de los hombres, 2013
- Dos que tres poemas
- Cuando tu te hayas ido, poemas
- Jardín de Cactus, Poemas
- Diidxa' guie' (poemas) sti'
- Diidxa' sti' Pancho Nácar
- Canciones Zapotecas de Tehuantepec
- La educación en las épocas prehispánicas y colonial en Oaxaca
- Relatos sobre el general Charis
- La rebelión de Che Gorio Melendre.
- La religión de los Binnigula'sa'. De la cruz y Winter
- El pensamiento de los binnigula'sa': cosmovisión, religión y calendario.
- Mapas Genealógicos del Istmo oaxaqueño
- La rebelión de Che Gorio Melendre.
- Ti Libana Nucaachi' Lu, Un discurso matrimonial escondido
- El General Charis y la pacificación del México pos-revolucionario
- Genealogía de los gobernantes de Zaachila
- El pensamiento de los Binnigula'sa'.
- La Flor de la Palabra,[5]
- Corridos del Istmo.
- Las guerras entre aztecas y zapotecas, publicación del H. Ayuntamiento Popular de Juchitán, México, 1981.
- Rebeliones indígenas en el Istmo de Tehuantepec,[6]
- Poemas (Tu laanu, tu lanu),[7]
- Las literaturas indígenas mexicanas, discurso de ingreso a la Academia Mexicana de la Lengua.